# Thomas Edison
Thomas Alva Edison (n. 11 februarie 1847, Milan⁠(d), Ohio, SUA – d. 18 octombrie 1931, West Orange⁠(d), New Jersey, SUA) a fost un important inventator și om de afaceri american al sfârșitului de secol XIX și început de secol XX.
A fost cunoscut și ca „Magicianul din Menlo Park”, fiind și cel mai prolific inventator al timpului prin aplicarea practică a descoperirilor științifice (1093 brevete). A fost un autodidact, însă acest lucru nu l-a împiedicat să realizeze invenții în domeniul electricității (becul cu filament), al telefoniei, al sistemului de transmisie multiplă a telegramelor, al înregistrării mecanice a sunetului (fonograful) și al cinematografiei (kinetoscopul).
În lumea industriei introduce noțiunea de producție de serie.
Pentru meritele sale, Academia Americană de Arte și Știință îi acordă în anul 1895 „Premiul Rumford” pentru activitatea din domeniul electricității și în anul 1915 "Medalia Franklin" pentru contribuția sa pentru binele umanității.
Edison s-a născut în Milan⁠(d), Statele Unite ale Americii și și-a petrecut copilăria în Michigan. A fost parțial surd din adolescență, ceea ce nu l-a împiedicat să devină operator de telegraf în anii 1860. Primele lui invenții  au fost legate de telegraf. În adolescența sa, Edison a lucrat și în alte domenii, vânzând mâncare și bomboane călătorilor prin trenuri. Primul său brevet de invenție a fost obținut pentru mașina electromagnetică de înregistrat voturi în 28 octombrie 1868.

## Copilăria
Thomas Edison s-a născut la 11 februarie 1847 în Milan⁠(d), fiind al șaptelea și ultimul copil al lui Samuel și Nancy Edison. La împlinirea vârstei de șapte ani, familia sa s-a mutat la Port Huron, Michigan. Edison a trăit aici până la vârsta de șaptesprezece ani. Edison a avut foarte puțină educație formală, câtă vreme a fost la școală doar pentru câteva luni. A învățat citirea, scrierea, aritmetica de la mama lui, dar a fost întotdeauna un copil foarte curios și a învățat și singur. Această credință în auto-îmbunătățire a păstrat-o pe tot parcursul vieții sale.
La 12 ani vindea ziare într-un tren, ziare pe care le redacta și tipărea chiar el într-un vagon în care își instalase și un laborator.

## Invenții

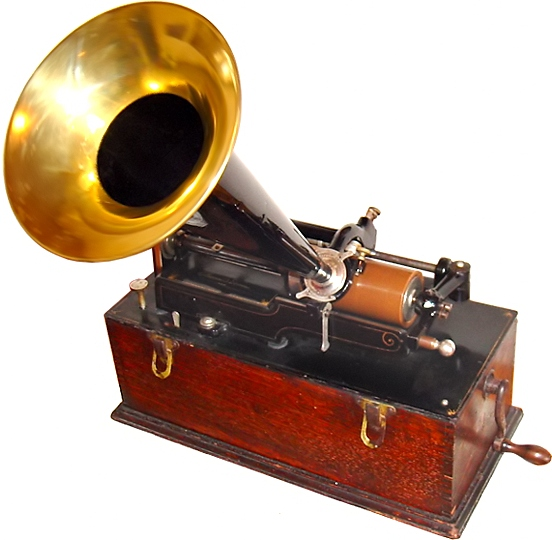
Fonograf Edison

Inventează și experimentează în 1872 sistemul telegrafic duplex prin care se transmit simultan, pe același fir, două telegrame în sensuri contrare.
În anul 1877 inventează fonograful, primul aparat de înregistrat sunete și totodată de redare a lor.
În anul 1878 perfecționează telefonul lui Alexander Graham Bell și, folosind microfonul inventat de Hughes, brevetează telefonul cu bobină de inducție și microfon cu cărbune, căruia îi adaugă apoi soneria electrică de apel.

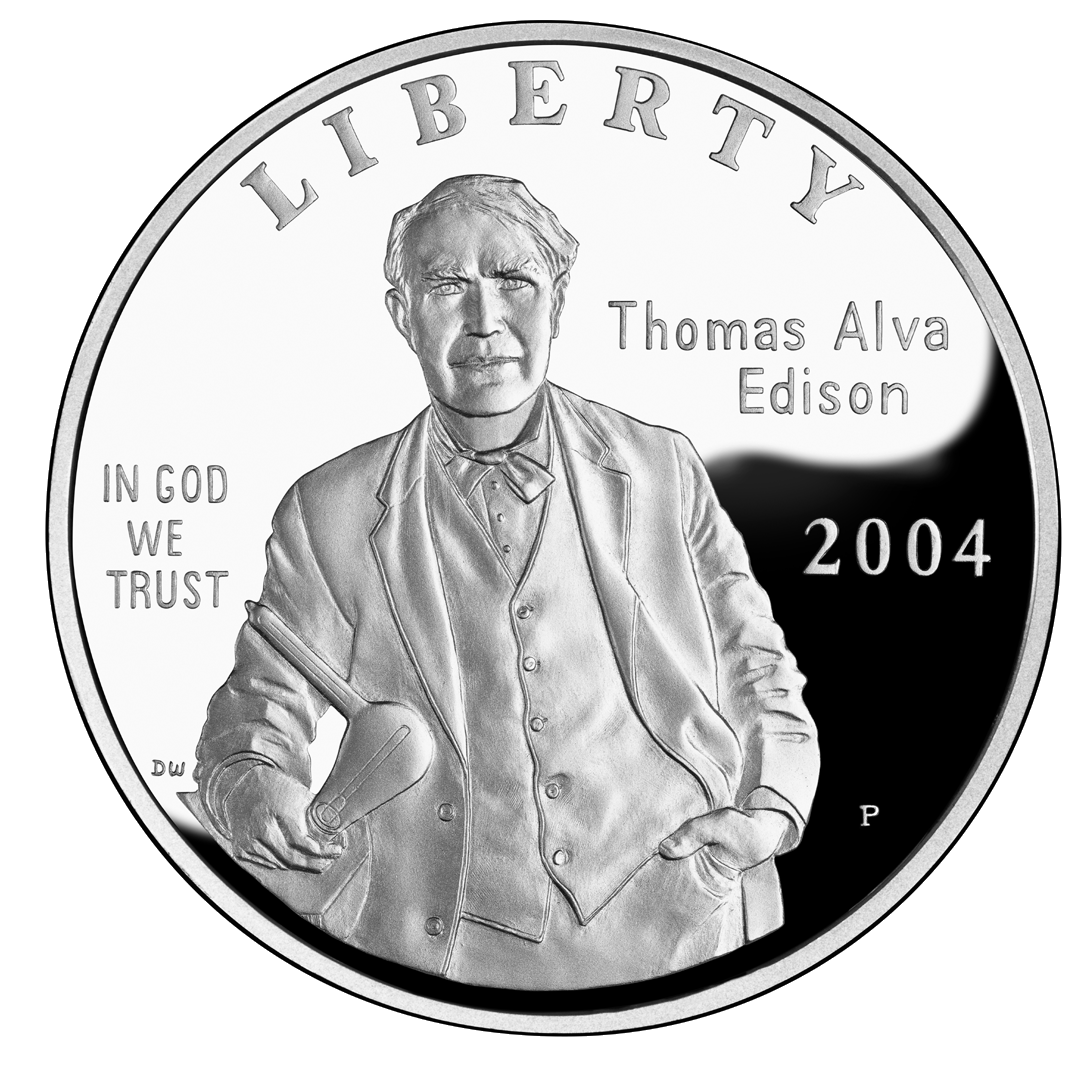
Monedă comemorativă pentru invenția becului electric (fața)

În anul 1879 inventează becul cu incandescență, iar în anul 1880 realizează prima distribuție de energie electrică instalând o centrală electrică pe pachebotul transatlantic "Columbia", care a devenit astfel prima navă iluminată electric.
În anul 1880 propune un proiect pentru folosirea tracțiunii electrice pe calea ferată.
În ziua de 4 septembrie 1882 la New York, Thomas Alva Edison punea în funcțiune prima centrală electrică care alimentează clădirile unui oraș.
În anul 1883 descoperă efectul care îi poartă numele, efectul Edison, care se referă la emisia de electroni de către metalele încălzite, cunoscut ca fenomenul de emisie termoelectrică. Descoperă acest fenomen întâmplător: introducând într-un bec cu incandescență o mică placă metalică observă că un galvanometru din circuit indică trecerea unui curent electric dacă placa era legată la polul pozitiv al sursei de alimentare și rămânea la zero dacă placa era legată la polul negativ al sursei de alimentare. Nu a acordat întâmplării vreo importanță pe moment, dar l-a notat totuși. Fenomenul a fost studiat și dezvoltat ulterior de fizicianul John Ambrose Fleming, punându-se astfel bazele electronicii .
În anul 1892 inventează un aparat de luat vederi pentru obiecte sau oameni în mișcare, care folosea o bandă de celuloid de 35 mm cu perforații pe margine. Primele încercări, efectuate în laborator, au fost executate în ritmul de 15 imagini pe secundă, cadență care, pe moment, nu au dat rezultate satisfăcătoare.
În anul 1894 inventează kinetoscopul, primul aparat care putea reda imagini în mișcare, cu o frecvență de 45 de imagini pe secundă, dar acest aparat permitea vizionarea filmului doar de o singură persoană. Aparatul folosea benzi de film perforate pe margini, unde imaginile luminate prin transparență puteau fi urmărite printr-o lentilă. Primul "spectacol" public a avut loc într-o sală de pe Broadway, după care aparatul a fost construit în serie și comercializat.
În anul 1912 realizează un prototip de cinematograf sonor, combinând cinematograful propriu-zis cu fonograful. Rezultatele au fost mai mult spectaculoase decât satisfăcătoare.
În anul 1914 perfecționează acumulatorul alcalin cu plăci de fier și de nichel introduse în soluție apoasă de hidroxid de potasiu sau de sodiu ca electrolit, inventat de germanul Jungner în 1901.

## Controverse asupra personalității sale
Deși a avut destule invenții proprii, Edison nu s-a sfiit să își atribuie fără scrupule rezultatele muncii altora, două exemple concrete fiind elocvente în acest sens:
- Sârbul Nikola Tesla. În 1885, transatlanticului "Oregon" i se defectase generatorul de curent electric Edison. Trebuia să plece la timp, altfel întârzierea le-ar fi adus armatorilor mari pagube. Firma lui Edison îl însărcinează pe Tesla să repare scurtcircuitul generatorului, defectul fiind în spirele înfășurării bobinei de excitație, care o și remediază, rebobinând-o în circa 20 de ore. Edison îi promisese un premiu de 50.000 dolari dacă defecțiunea este îndepărtată în timp util plecării vasului la data prenotată. Nava pleacă la timp, dar promisiunea premiului se transformă în explicații: fusese o glumă. Nici alte gratificații promise, de exemplu pentru perfecționarea generatoarelor și motoarelor electrice Edison în 24 de variante, înzestrate cu un regulator și un nou tip de întrerupător, nu i se acordă. Edificat asupra conduitei lui Edison, Tesla va lucra de acum înainte pe cont propriu și va realiza definitivarea sistemului său original, bazat pe curenți alternativi polifazați. Trecerea timpului îi dă dreptate lui Tesla în competiția sa cu Edison și treptat, teza sa privind curentul alternativ se impune. [...]

- Edison și Tesla au fost propuși împreună să împartă premiul Nobel pentru fizică pe anul 1915, ca unii ce-și închinaseră viața unor descoperiri și realizări tehnice atât de utile omenirii. Tesla, din cauza animozităților din trecut, a refuzat premiul. Dar era în anul 1916 și premiul pe acel an nu a mai fost acordat, din cauza Primului război mondial..." (Formula As)

- Francezul Georges Méliès. În 1902, după ce a terminat filmul "Le voyage dans la lune", Méliès a intenționat să-și vândă filmul în S.U.A., ceea ce i-ar fi adus profituri uriașe. Însă tehnicienii lui Thomas Alva Edison, furând o copie originală, făcuseră deja copii pentru difuzare a acestui film. A și fost de altfel proiectat în toată America în rețeaua de săli de cinematograf ale lui Edison la doar câteva săptămâni de la lansare. Edison a făcut o avere de pe urma furtului acestui film Méliès; ce-i drept și cu șansa absenței unei legi privind dreptul de autor. Lipsa acestei legi a dus și la falimentarea producătorului care nu și-a mai putut recupera investiția.

- De altfel, există o serie de invenții și idei de-ale angajaților săi pe care Edison a avut grijă să și le însușească. (Robert Conot - "Thomas A. Edison: A Streak of Luck").